# Андрејешти (Валча)
Андрејешти (рум. Andreiești) насеље је у Румунији у округу Валча у општини Муереаска. Oпштина се налази на надморској висини од 487 m.

## Становништво
Према подацима из 2002. године у насељу је живело 330 становника, од којих су сви румунске националности.